# Боксайт (Арканзас)
Боксайт (англ. Bauxite) — місто (англ. town) в США, в окрузі Салін штату Арканзас. Населення — 629 осіб (2020).

## Географія
Боксайт розташований на висоті 105 метрів над рівнем моря за координатами 34°33′35″ пн. ш. 92°29′59″ зх. д. / 34.55972° пн. ш. 92.49972° зх. д. (34.559705, -92.499704).  За даними Бюро перепису населення США в 2010 році місто мало площу 8,42 км², з яких 8,18 км² — суходіл та 0,23 км² — водойми. В 2017 році площа становила 8,00 км², з яких 7,78 км² — суходіл та 0,22 км² — водойми.

## Демографія
Згідно з переписом 2010 року, у місті мешкало 487 осіб у 198 домогосподарствах у складі 142 родин. Густота населення становила 58 осіб/км².  Було 215 помешкань (26/км²). 
Расовий склад населення:
| - 94,9 % — білих - 1,8 % — чорних або афроамериканців - 1,4 % — корінних американців - 1,4 % — осіб інших рас |

До двох чи більше рас належало 0,4 %. Іспаномовні складали 2,1 % від усіх жителів.
За віковим діапазоном населення розподілялося таким чином: 22,0 % — особи молодші 18 років, 64,9 % — особи у віці 18—64 років, 13,1 % — особи у віці 65 років та старші. Медіана віку мешканця становила 38,1 року. На 100 осіб жіночої статі у місті припадало 99,6 чоловіків;  на 100 жінок у віці від 18 років та старших — 99,0 чоловіків також старших 18 років.
Середній дохід на одне домашнє господарство  становив 43 842 долари США (медіана — 36 548), а середній дохід на одну сім'ю — 50 310 доларів (медіана — 40 313). За межею бідності перебувало 19,8 % осіб, у тому числі 27,3 % дітей у віці до 18 років та 14,1 % осіб у віці 65 років та старших.
Цивільне працевлаштоване населення становило 177 осіб. Основні галузі зайнятості: освіта, охорона здоров'я та соціальна допомога — 26,0 %, будівництво — 14,7 %, мистецтво, розваги та відпочинок — 12,4 %.
За даними перепису населення 2000 року в Боксайті проживало 432 особи, 127 сімей, налічувалося 161 домашнє господарство і 171 житловий будинок. Середня густота населення становила близько 68,6 людини на один квадратний кілометр. Расовий склад Боксайта за даними перепису розподілився таким чином: 97,45 % білих, 0,69 % — корінних американців, 0,23 % — азіатів, 1,62 % — представників змішаних рас.
Іспаномовні склали 2,31 % від усіх жителів містечка.
З 161 домашніх господарств в 37,3 % — виховували дітей віком до 18 років, 62,1 % представляли собою подружні пари, які спільно проживали, в 14,3 % сімей жінки проживали без чоловіків, 20,5 % не мали сімей. 17,4 % від загального числа сімей на момент перепису жили самостійно, при цьому 10,6 % склали самотні літні люди у віці 65 років та старше. Середній розмір домашнього господарства склав 2,68 людина, а середній розмір родини — 3,05 осіб.
Населення містечка за віковим діапазоном за даними перепису 2000 року розподілилося таким чином: 25,9 % — жителі молодше 18 років, 7,6 % — між 18 і 24 роками, 29,2 % — від 25 до 44 років, 24,8 % — від 45 до 64 років і 12,5 % — у віці 65 років та старше. Середній вік мешканця склав 37 років. На кожні 100 жінок в Боксал припадало 94,6 чоловіків, у віці від 18 років та старше — 92,8 чоловіків також старше 18 років.
Середній дохід на одне домашнє господарство в містечкі склав 35 347 доларів США, а середній дохід на одну сім'ю — 37 153 долари. При цьому чоловіки мали середній дохід в 28 500 доларів США на рік проти 24 167 доларів середньорічного доходу у жінок. Дохід на душу населення в містечкі склав 14 406 доларів на рік. 8,5 % від усього числа сімей в окрузі і 11,0 % від усієї чисельності населення перебувало на момент перепису населення за межею бідності, при цьому 15,4 % з них були молодші 18 років і 11,3 % — у віці 65 років та старше.